# Алмоез Али
Алмоез Али Зайналабадин Абдула (на арабски: المعز علي زين العابدين عبد الله) е катарски футболист, който играе като нападател за катарския Ал Духаил и националния отбор на Катар. 

## Успехи

### Отборни
Ал Духаил
- Катар Старс Лийг Шампион на Катар (4): 2016/17, 2017/18, 2019/20, 2022/23
- Купа на емира на Катар (2): 2016, 2018
- Купа на Катар (2): 2018, 2023
- Купа шейх Ясим (1): 2016
- Катари Старс Къп (1): 2022-23
- Шампионска лига на АФК (1): 2011

Катар
- Азиатска купа на АФК (1): 2019

### Индивидуални
- Голмайстор в Купата на Азия: 2019
- Най-добър футболист в Купата на Азия: 2019
- В идеалният отбор в Купата на Азия: 2019[3]
- Златната топка в Златната купа на КОНКАКАФ: 2021[4]
- В идеалният отбор на Златната купа на КОНКАКАФ: 2021[5]